# Jaume Huguet
Jaume Huguet, (Valls 1412 - Barcelona 1492). middeleeuws Catalaans schilder.

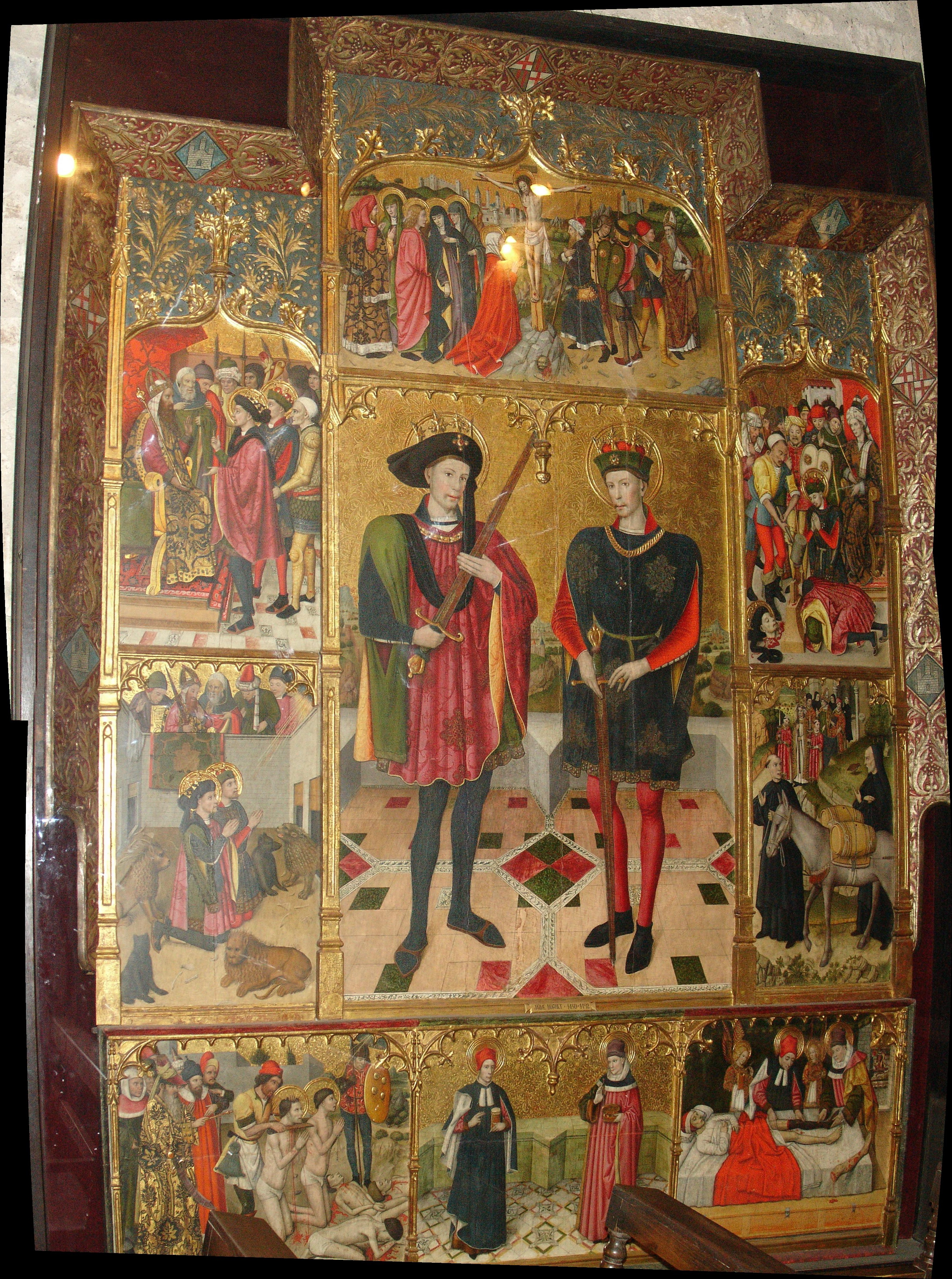
Retabel van Sant Abdó en Sant Senén in de Sint-Mariakerk van Terrassa

## Leven
Huguet is in Valls geboren en vestigt zich later in Tarragona in het huis van zijn oom, de schilder Pere Huguet. Wanneer beiden naar Barcelona verhuizen, komen ze in contact met Bernat Martorell. Jaume Huguet wordt in contact gebracht met de meest vernieuwende tendensen van die tijd. Er wordt verondersteld dat hij tussen 1440 en 1445 in Zaragoza werkt en later in Tarragona. Hij ondergaat de invloed van de internationale gotische stijl, met name van Lluís Dalmau. Eenmaal weer in Barcelona trouwt hij, in 1454. Vanaf dan start de meest belangrijke periode in zijn kunstenaarsloopbaan, gekenmerkt door de klare lijn, veel uitdrukkingskracht, vergulde achtergronden en stucreliëf. Hij was voorzitter van zijn gilde van 1454 tot 1460 en van 1470 tot 1480. Tijdens de laatste fase van zijn loopbaan, zijn de bijdragen van zijn atelier in zijn werk hoogstaander dan die van de meester zelf; de bijdragen van verschillende leden van de familie Vergós is daar niet vreemd aan. Bij zijn dood verdwijnt het atelier niet; het werkt voort om de lopende opdrachten af te werken.

## Oeuvre
- Retabel van Vallmoll (1445-1450). Het centrale paneel wordt bewaard: de Maagd met kind omringd door engelen, in het Museu Nacional d'Art de Catalunya (het nationaal museum voor kunst van Catalonië) en het paneel van de aankondiging dat zich in het Museu Diocesà te Tarragona bevindt (Diocesaan museum).
- Sint Joris en de prinses (1459-1460) in het Museu Nacional d'Art de Catalunya.
- De geseling van Christus (1456-1460) voor het altaar voor een kapel in de kathedraal van Barcelona, maar dat zich nu in het Louvre in Parijs bevindt.
- Retabel van Sint Antonius-Abt (1454-1458) voor de Sint-Antoniuskerk in Barcelona. Het werd in 1909 vernield.
- Fragmenten van het hoogaltaar van de Sint-Mariakerk van Ripoll (1455), twee panelen worden in het Museu Episcopal (Bisschoppelijk museum) van Vic bewaard.

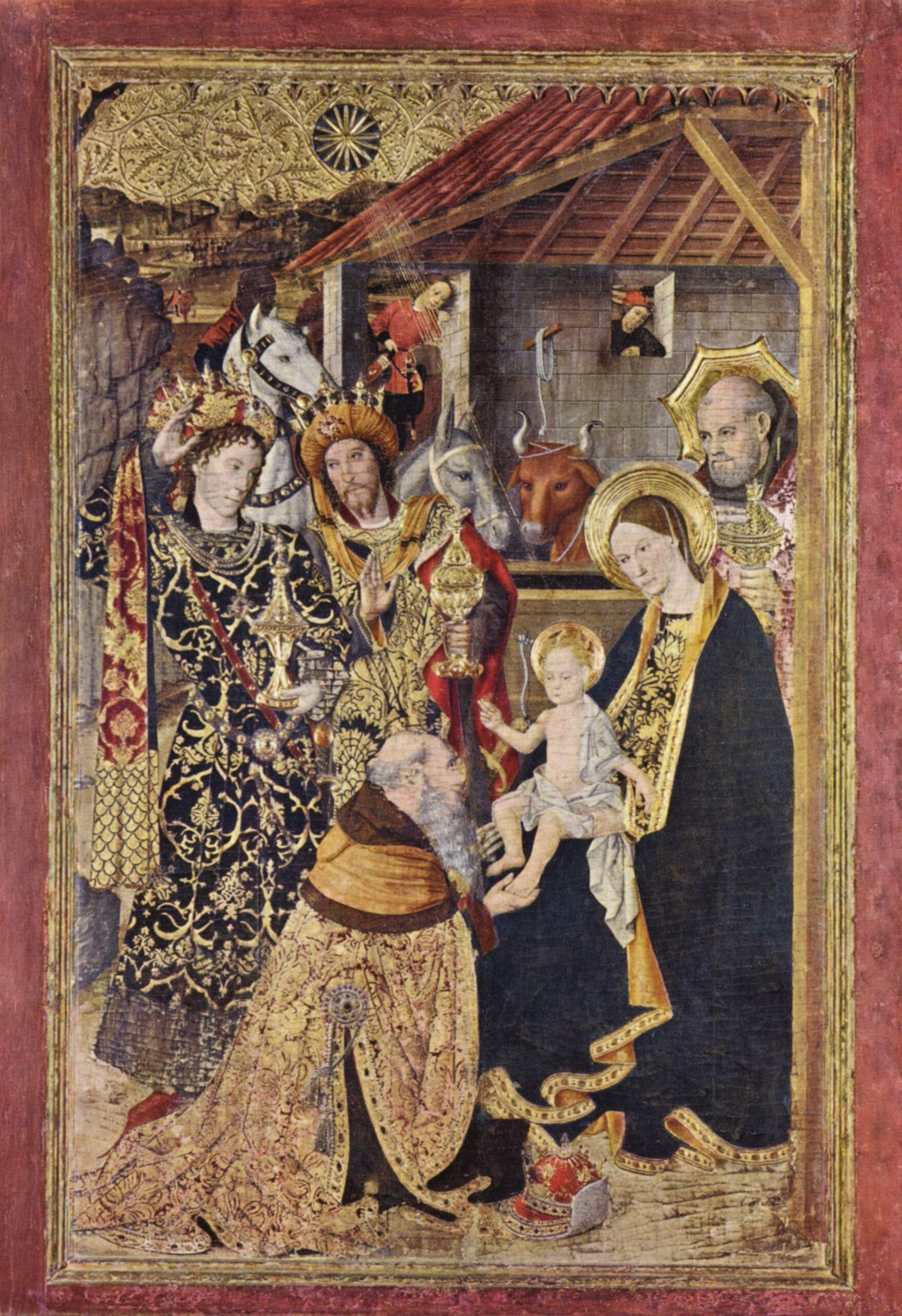
Paneel van het retabel van de connetabel (1464-1465) in de kapel van het Koninklijk Paleis van Barcelona

- Retabel van Sint Vincentius van Sarrià (1455-1462); Museu Nacional d'Art de Catalunya.
- Retabel van Sant Abdó en Sant Senén (1459-1460); Sint-Mariakerk van Terrassa.
- Retabel van de connétable of de Aanbidding (1464-1465); kapel van de Capella del Palau Reial Major (de kapel van het koninklijk paleis) van Barcelona.
- Retabel van Sint Augustinus van de Blekers (1465-75) gemaakt in samenwerking met het atelier, bewaard in het Museu Nacional d'Art de Catalunya.
- Retabel van Sint Bernardus en de Bewaarengel (1462-1475), gemaakt in samenwerking met het atelier, bewaard in het Museu de la Catedral de Barcelona (het museum van de kathedraal).
- Retabel van Sint Anna, Sint Bartholomeus en Sint Magdalena (1465-1470) voor de Sint Martinus van Pertegàs in Sant Celoni, gemaakt in samenwerking met het atelier, bewaard in het Museu Nacional d'Art de Catalunya.